# Милорад Сколовић
Др Милорад Сколовић (Лапотинце, 1934) био је српски лекар.

## Биографија
Рођен је 1934. године у Лапотинцу. Средњу школу завршио је у Београду као и Медицински факултет 1961. Године. После завршеног лекарског стажа ради у Служби за здравствену заштиту деце и омладине у Лесковцу. Специјалистички испит из педијатрије положио је 1970. године у Београду, а од 1975. године до пензионисања је начелник службе за здравствену заштиту деце и омладине. Био је на многобројним друштвено-политичким и стручним дужностима. Добио је Октобарску награду града Лесковца 1973. године, На челу Службе за здравствену заштиту деце и омладине од 1975. до 1999. године је прим. др Милорад Соколовић. 
Добитник Плакете СЛД и Повеље Подружнице СЛД у Лесковцу и Орден рада са сребрним зрацима. Примаријус од 1977. године, а од 1984. године на Медицинском факултету у Нишу одбранио је докторску дисертацију „Реуматска грозница у деце на подручју Лесковца за период 1961-1980. године” и постао први доктор наука у здравственом центру Лесковца. Био је члан Председништва Педијатријске секције СЛД и члан Уредништва часописа „Apollinem Medicum et Aesculapium”. Изабран је за научног сарадника за педијатрију Медицинског факултета у Нишу 1988. године. Био је ментор многобројним специјализантима на обављању специјалистичког стажа из педијатрије на Медицинском факултету у Београду и Нишу. Био је врло активан члан Подружнице СЛД у Лесковцу, Актива педијатара у Нишу и Педијатријске секције. Објавио је преко 120 стручних радова.